# Râul Iada
Râul Iada este un curs de apă, afluent al râului Crișul Repede. Râul este foarte adesea denumit incorect Râul Iad sau chiar Râul Iadului. Eroarea se datorește unei erori de cartografie perpetuate. Adevăratul nume al râului, pe care i-l dau localnicii este Iada; această toponimie se regăsește și la alte cursuri de apă din bazin: râul Ieduț, râul Iadolina, variațiuni ale numelor caprelor tinere de ambele sexe.

### Hărți
- Harta județului Bihor
- Harta județului Cluj
- Harta Munții Pădurea Craiului
- Harta Munții Bihor-Vlădeasa  Arhivat în 9 iunie 2008, la Wayback Machine.
- Harta Munții Vlădeasa